# Antocha (Antocha) longispina
Antocha (Antocha) longispina is een tweevleugelige uit de familie steltmuggen (Limoniidae). De soort komt voor in het Oriëntaals gebied.